# PDLIM2
La proteína 2 del dominio PDZ y LIM es una proteína que en humanos está codificada por el gen PDLIM2. Probable proteína adaptadora ubicada en el citoesqueleto de actina que promueve la unión celular. Es necesaria para asegurar la capacidad migratoria de las células epiteliales. La sobreexpresión mejora la adhesión celular al colágeno y la fibronectina y suprime el crecimiento independiente del anclaje. Puede contribuir a la capacidad migratoria de las células tumorales.